# 高野参詣道
高野参詣道（こうやさんけいみち）は、空海（弘法大師）が開山した日本を代表する真言密教の聖地「高野山」に、徒歩で登拝するための参詣道（古道）である。高野七口と呼ばれる7つの主たる参詣道があり、それ以外にも「高野七口」へ繋がる「参詣道」（以後「その他参詣道」と表記する）がある。
国の史跡に「高野参詣道」として指定されている。ユネスコの世界遺産「紀伊山地の霊場と参詣道」を構成する資産として「高野参詣道」が登録されている。

## 概略
高野参詣道は、空海が開創した真言密教の聖地「高野山」と、外界（俗世）を結ぶ参詣道（古道）である。高野山は、和歌山県北部の伊都郡高野町に位置し、標高約900mの山上にあるが、「高野山」という山があるのではなく、標高千メートル級の山々に囲まれた盆地状の山域の総称である。高野山の地形は「八葉蓮華」に例えられ、高野山の周囲の山々である外輪山を、古来より「外八葉」と呼ぶ。八葉とは蓮の花びらを象徴する。また内輪山を「内八葉」と呼び、外八葉と合わせて16葉の山々を金剛界曼荼羅の十六大菩薩に相当させ、蓮の花を象徴する曼荼羅の中心に高野山があるとされる。高野山内の子院数は、1600年代中頃が最盛期で1865院にも及び、1692年（元禄5年）に江戸幕府によって大幅に減らされるが、1832年（天保3年）に812院あったと記録に残り、現在でも117か寺が立ち並ぶ一大宗教都市であり、かつて高野参詣道は多くの参詣者で賑わった。

### 高野参詣の歴史的背景
高野山が「参詣すべき霊場」と多くの人々が認識する契機となったのは、11 - 12 世紀ごろにおける上皇・貴族などの権力者による高野参詣である。最たる例は、1023年（治安3年）太政大臣・藤原道長、1048年（永承3年）関白・藤原頼通、1088年（寛治2年）白河上皇などの参詣である。その背景には「入定信仰」と「高野浄土信仰」がある。空海が835年（天長9年）奥之院に入定後、921年（延喜21年）に後醍醐天皇が空海に「弘法大師」の諡号を贈った。この時、東寺長者の観賢は、その報告のため高野山へ登り奥之院の廟窟にて、禅定に入ったまま（入定）の空海（即身仏）を見て、その姿は普段と変わりなく生き生きとしていたと伝えたことから、「弘法大師は今も奥之院に生き続け、世の中の平和と人々の幸福を願っている」という入定信仰が生まれた。これは空海が高野山奥之院御廟で、弥勒菩薩がこの世に現れるまで生き、人々を救済し続けるという信仰である。「高野浄土信仰」は、「一度参詣高野山、無始罪障道中滅」というものであり、高野山に一度でも参詣すれば、すべての罪が道中において消える、もしくは、一度参詣すれば罪が消えるという信仰である。これらの信仰による権力者の高野参詣は人々に大きな影響を与え、庶民による高野参詣が増えた。高野山開山当初から存在する表参道であり、主要参詣道だった町石道は、仏塔である町石が並び、行（ぎょう）のための道とされ、歩いて登らなければ功徳が少ないと信じられ、皇族・貴族であろうが、身分の差に関係なく誰もが徒歩で聖地「高野山」を目指すようになった。このような高野信仰が皇族・貴族の参詣に始まり、武士や庶民にまで広まり高野山が発展したが、近世以降は、高野山を一つの名所として参詣する者も増え、より距離が短く早く参詣できる京大坂道が主要参詣道となった。現在では、電車・ケーブルカーを乗り継ぐ、もしくは車で高野山へ参詣することができるが、かつて徒歩で聖地・高野山へ登った参詣道（古道）が高野参詣道である。
| 年     |                            | 年     |                                        |
| ------ | -------------------------- | ------ | -------------------------------------- |
| 900年  | 宇多法皇参詣               | 1334年 | 後醍醐天皇御願による愛染堂建立         |
| 1023年 | 藤原道長参詣               | 1344年 | 足利尊氏参詣                           |
| 1048年 | 藤原頼通参詣               | 1389年 | 足利義満参詣                           |
| 1088年 | 白河上皇参詣               | 1581年 | 織田信長の高野攻め開始（翌年：信長没） |
| 1124年 | 鳥羽上皇参詣               | 1585年 | 豊臣秀吉と和議                         |
| 1156年 | 平清盛を奉行として大塔落慶 | 1594年 | 豊臣秀吉参詣                           |
| 1169年 | 後白河法皇参詣             | 1594年 | 徳川家康参詣                           |
| 1207年 | 後鳥羽上皇参詣             | 1599年 | 石田三成が経蔵建立                     |
| 1223年 | 北条政子が金剛三昧院建立   | 1848年 | 紀伊徳川家が御影堂を再建               |

高野信仰により各時代の権力者が高野山へ参詣し、または伽藍建立などに関わった。織田信長は高野攻めをするが、後に豊臣秀吉が高野山と和議し、庇護することに繋がる。

### おもな参詣道
外界（俗世）から聖地「高野山」へ通じる入り口が7つあり、それら入口に繋がる参詣道は峠を進み、中には険しい道もある。空海が切り開き、かつて最もよく使われた表参詣道とよばれる「町石道」等、参詣者の出発地点に応じた7つの主要な参詣道が、7つの入口へと繋がる。それら入り口と、それに繋がる参詣道は、総称して「高野七口」とよばれる。また、主要参詣道の高野七口以外に、高野七口へ繋がる、その他参詣道がある。
「高野七口」の、外界（俗世）から聖地「高野山」への入り口7つと、それに繋がる各参詣道を「入口名 - 参詣道名」として、次にあげる。
- 「大門口 - 町石道」
- 「黒河口 - 黒河道 (高野参詣道)」
- 「不動坂口 - 京大坂道」
- 「大滝口 - 小辺路（熊野古道）」
- 「大峰口 - 大峰道」
- 「龍神口 - 有田・龍神道」
- 「相ノ浦口 - 相ノ浦道」

高野七口に繋がる、その他参詣道で主なものを次にあげる。
- 「三谷坂」：丹生酒殿神社を起点とし町石道に繋がる。
- 「麻生津道」：和歌山城下方面からの参詣者や西国巡礼者が利用し、町石道に繋がる。
- 「女人道」：高野七口にある女人堂を巡る道である。
- 「槇尾道」：西国三十三所・第4番札所 槇尾山槇尾寺(現、施福寺)を起点とし、京大坂道に繋がる。

## 高野七口
各地域からの参詣道が高野山に近づくにつれ次第に集約されていき、最終的に7つの高野参詣道となる。外界（俗世）から聖地「高野山」への入り口が7つあり、それぞれの入口に7つの参詣道が繋がり、それら入口と参詣道は、総称して高野七口と呼ばれている。

### 町石道
町石道（ちょういしみち）は、和歌山県伊都郡九度山町の慈尊院を起点とし、高野山内への入り口は大門口である。途中、三谷道、麻生津道、安楽街道、細川道などの参詣道と合流し大門口に至る。町石道の名前の由来は、参詣道に1町（109 m）ごとに町石が建てられていることによる。空海（弘法大師）によって高野山の開創直後に設けられた参詣道であり、表参道とよばれ、御幸道とも呼ばれ、法皇・上皇をはじめ皇族や貴族、僧侶や武士、庶民など身分に関係なく、あらゆる人々が歩いた参詣道である。参詣道の起点となる慈尊院は、816年（弘仁7年）空海が、高野山開山時に高野山開発の拠点とし、また参詣道の表玄関として伽藍を創建し、高野山の庶務を司る政所を置き、高野山参詣のための宿所ならびに冬期避寒修行の場とされた。また晩年、空海の母が過ごした場所である。慈尊院がある九度山の名前の由来の一説に、空海が月に九度（9回）、町石道を通り母に会いに来たからと伝わる。空海が実際に歩いたことと、町石自体も仏塔・供養塔であるため、単なる参詣道としてでなく、高野山開山以来、信仰の道とされてきた。
町石の起源は、空海が高野山を開山したころに、参詣者のために木製の卒塔婆を建て道標にしたことに始まる。木製のため鎌倉時代には風雨により朽ちていたため、高野山の遍照光院の僧・覚きょう上人（「きょう」は「學」＋「攴」）が1265年（文永2年）に町石の建立を発願し、20年の歳月をかけ1285年（弘安8年）に完成の開眼供養が行われた。町石建立に際し、上皇、鎌倉幕府要人などの皇族・貴族、また僧侶、庶民など、あらゆる身分の人々によって寄進され建てられた。町石建立時の願文に、高さ1丈1尺（約303m）、広さ1尺（約30cm）とあり、花崗岩製である。町石は町石卒塔婆とも呼ばれ、石の角柱に五輪塔を乗せた五輪卒塔婆の石柱である。石製である町石卒塔婆としては、大阪・箕面市の勝尾寺に残る7基の町石につぐ古さであり、建立年が刻まれた町石としては日本最古級である。町石は単なる道標ではなく、仏塔であり五輪塔は拝礼及び参拝対象となる大日如来を意味する。町石の五輪塔は、下から地輪、水輪、火輪、風輪、空輪で構成され、正面には、それぞれ「地」、「水」、「火」、「風」、「空」の梵字が刻まれている。また、地輪（石柱部分）には、「地」の梵字の下に真言密教の根本本尊とされる胎蔵曼荼羅・金剛曼荼羅の両部曼荼羅の仏尊を梵字で表した種子（種字）と壇上伽藍までの町数が刻まれ、他にも寄進者名、願意、被供養者名、建立年月日などが刻まれている。町石は高野山内の壇上伽藍・根本大塔を起点とし、慈尊院までの約22キロメートルの道中に180基あり、壇上伽藍から奥の院・弘法大師御廟まで36基（弘法大師御廟が37番目）の計216基が建てられている。これら町石の数は、両部曼荼羅に描かれる仏の数にちなむとされ、胎蔵界180尊、金剛界37尊に由来する。216基のうち8割以上の174基が鎌倉時代に建立されたものが現存し、1基が桃山時代、15基が江戸時代、26基が大正時代に再建されたものである。慈尊院に隣接する丹生官省符神社へ繋がる石段脇に、壇上伽藍から数えて180番目の町石があり、かつては、天皇、上皇の御行幸をはじめ、多くの参詣者が慈尊院の180番目の町石から、町石1本1本に合掌しながらから高野山へ向かったと伝わる。平安時代の皇室・貴族は信仰心のみで町石道を登ったが、江戸時代になると多くの庶民が高野山へ登るようになり、信仰心だけでなく観光など娯楽の要素も含め高野山に登る者が増え、より楽に早く登れる京大坂道が主要参詣道として置き換えられていった。町石道は、電車、車道の整備により一時は廃れたが、近年整備されハイキングコースとしての利用や、四国八十八箇所を歩き遍路で結願した者が、高野山奥の院へお礼参りする際に、空海（弘法大師）も実際に歩いた町石道をたどる、お礼参りの道としても利用されている。

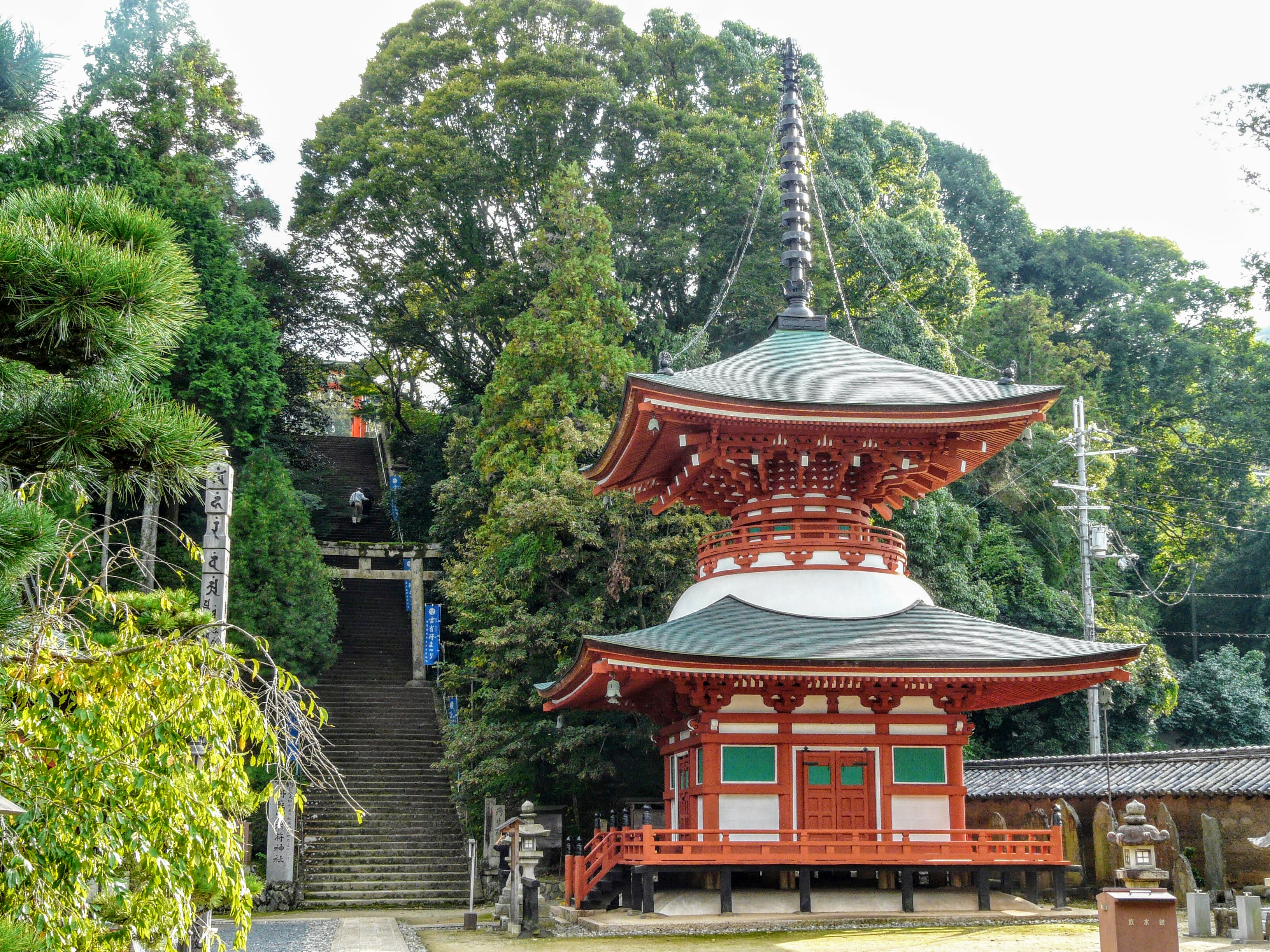
起点となる慈尊院。左に見える石段は、丹生官省符神社への参道。
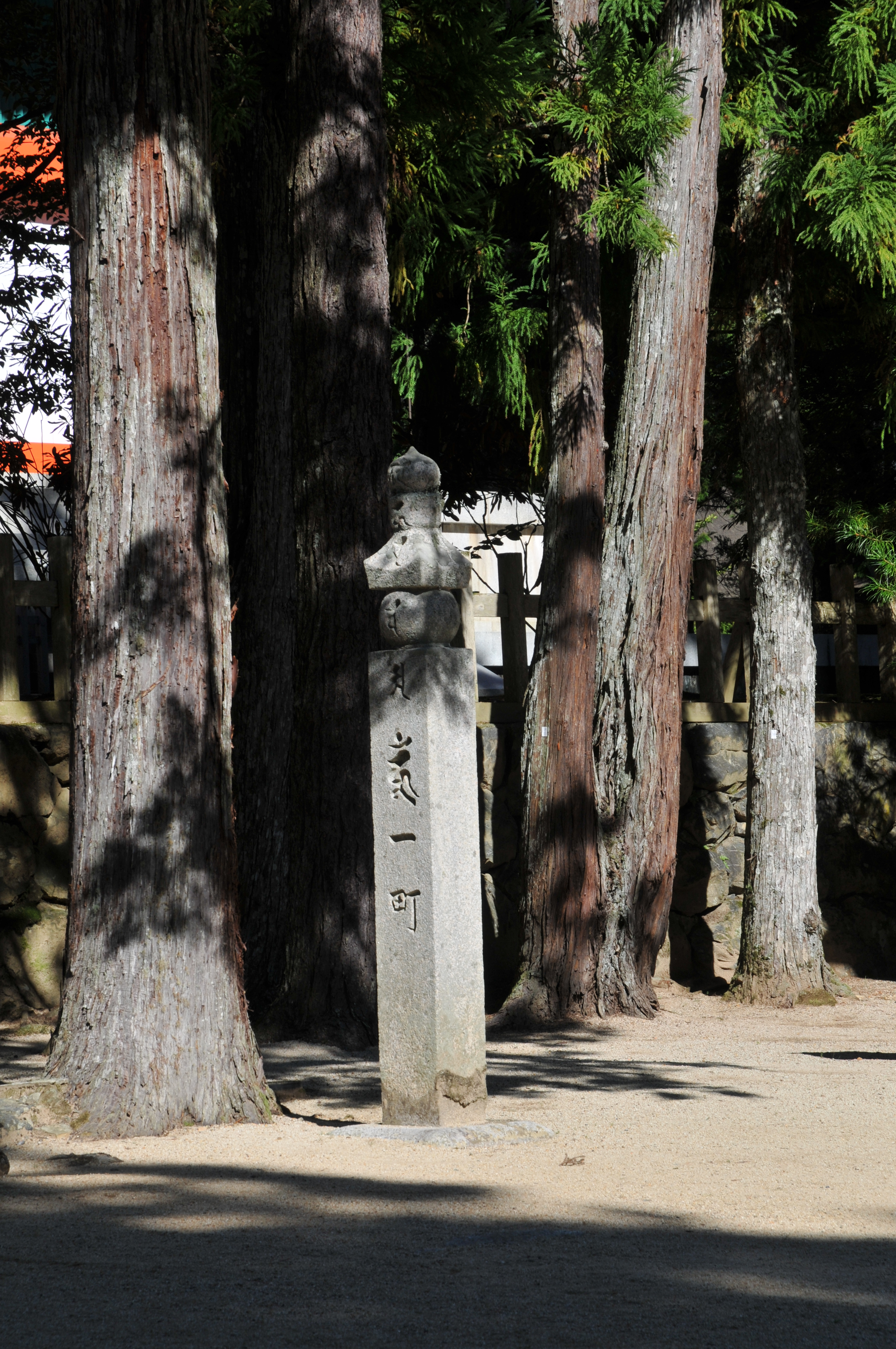
参詣道に置かれた町石
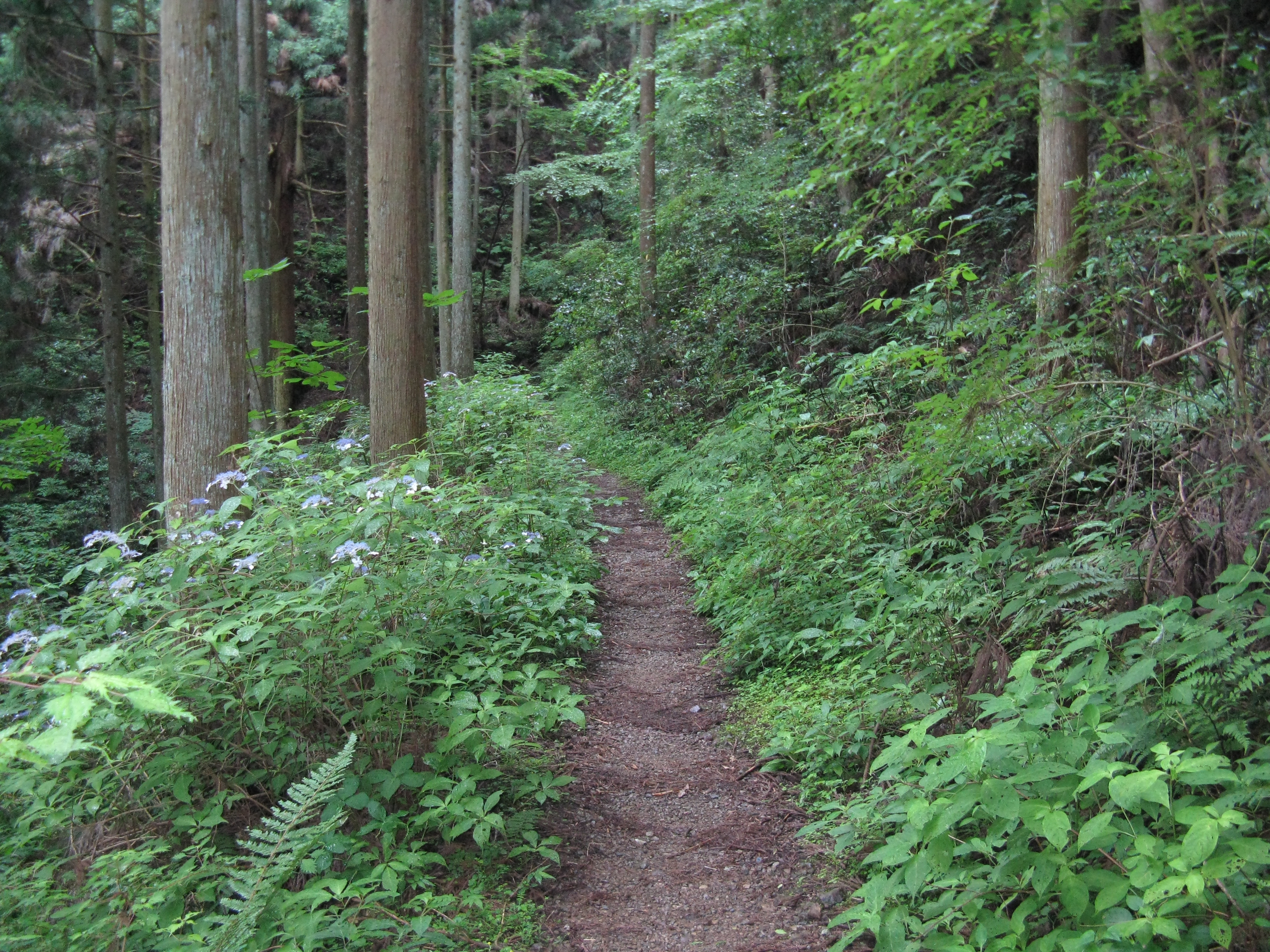
町石道
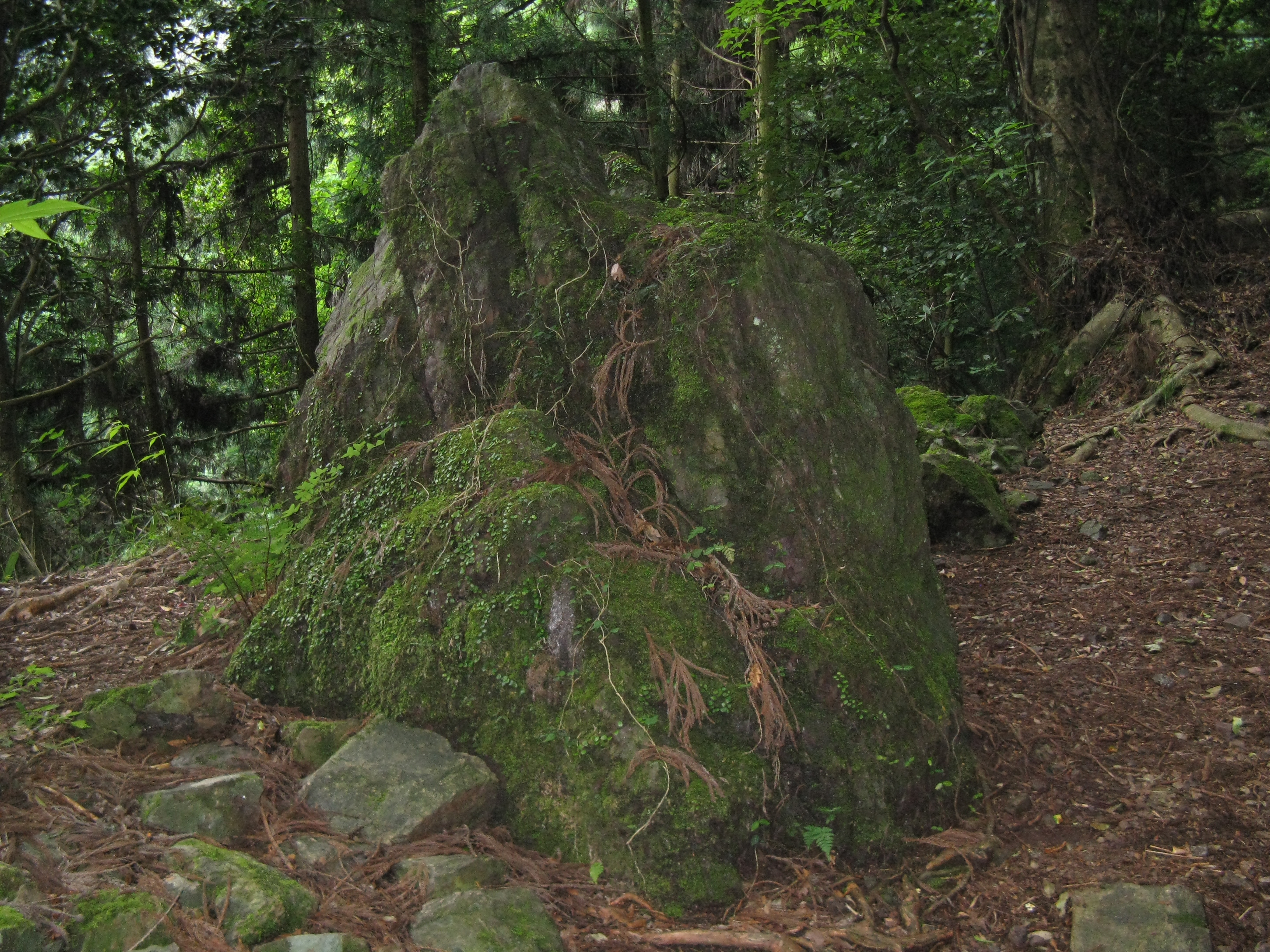
弘法大使が袈裟を掛けたと伝わる「袈裟掛石」

#### 町石道を歩く
- 和歌山県伊都郡九度山町の南海高野線九度山駅で下車し、慈尊院を通り弘法大師御廟まで歩いた場合、歩行距離約24km、歩行時間約7時間[1][47]。
- 参詣道の途中にある丹生都比売神社から弘法大師御廟まで歩いた場合、歩行距離約20km、歩行時間約6時間[1][47]。
- 南海高野線九度山駅で下車し、慈尊院を通り参詣道途中の古峠から分岐し、南海高野線上古沢駅へ向かうことができ、後日、南海高野線上古沢駅から町石道の古峠を通り高野山へ向かうこともできる[47]。
  - 南海高野線九度山駅で下車し、慈尊院を通り参詣道途中の古峠から分岐し、南海高野線上古沢駅まで歩いた場合、歩行距離約11km、歩行時間約3.5時間[47]。
  - 南海高野線上古沢駅で下車し、古峠から町石道に合流し弘法大師御廟まで歩いた場合、歩行距離約20km、歩行時間約6時間[47]。

#### 史跡（町石道）
国の史跡「高野参詣道」の一部として、「町石道」が指定されている。

#### 世界遺産（町石道）
ユネスコの世界遺産「紀伊山地の霊場と参詣道」を構成する「高野参詣道」の構成資産の一部として、「町石道」が登録されている。

### 黒河道
黒河道（くろこみち）は、和歌山県橋本市の定福寺を起点とし、粉撞峠（子継峠）や高野三山のうちの2つの楊柳山と摩尼山の間にある黒子峠を越え、高野山の入口である黒川口に至る参詣道である。町石道、京大坂道より東にあり、橋本市や大和国（奈良）方面からの参詣者が利用したことから大和口とも呼ばれていた。京大坂道よりも距離が長く、起伏も激しいことから地元民以外には、それほど多く利用されなかった。地域の産物を高野山へ奉納する「雑事（ぞうじ）のぼり」にも利用された。「紀伊続風土記」に、1594（文禄3年）豊臣秀吉が高野参詣の帰路に黒河道を用いたとあり、秀吉が通った黒河道の経路が記され、沿道には秀吉ゆかりの名が付いた「太閤坂」「太閤の馬返し」「沓場」などが残る。豊臣秀吉が、母大政所の三回忌の際に高野山開創以来の禁令の笛太鼓や鼓などを用いた能狂言を催したところ、当日、雲がなかったが、能が始まると暗雲が広がり、天地が振動し凄まじい雷雨が襲い、大師の怒りと恐れおののいた秀吉は、単騎一目散に山を駆け降り難を逃れたとの逸話が残る。逸話であり真意は不明だが、同じような逸話が『太閤記』『紀伊続風土記』『紀伊国名所図会』『室町殿日記』などに記されている。

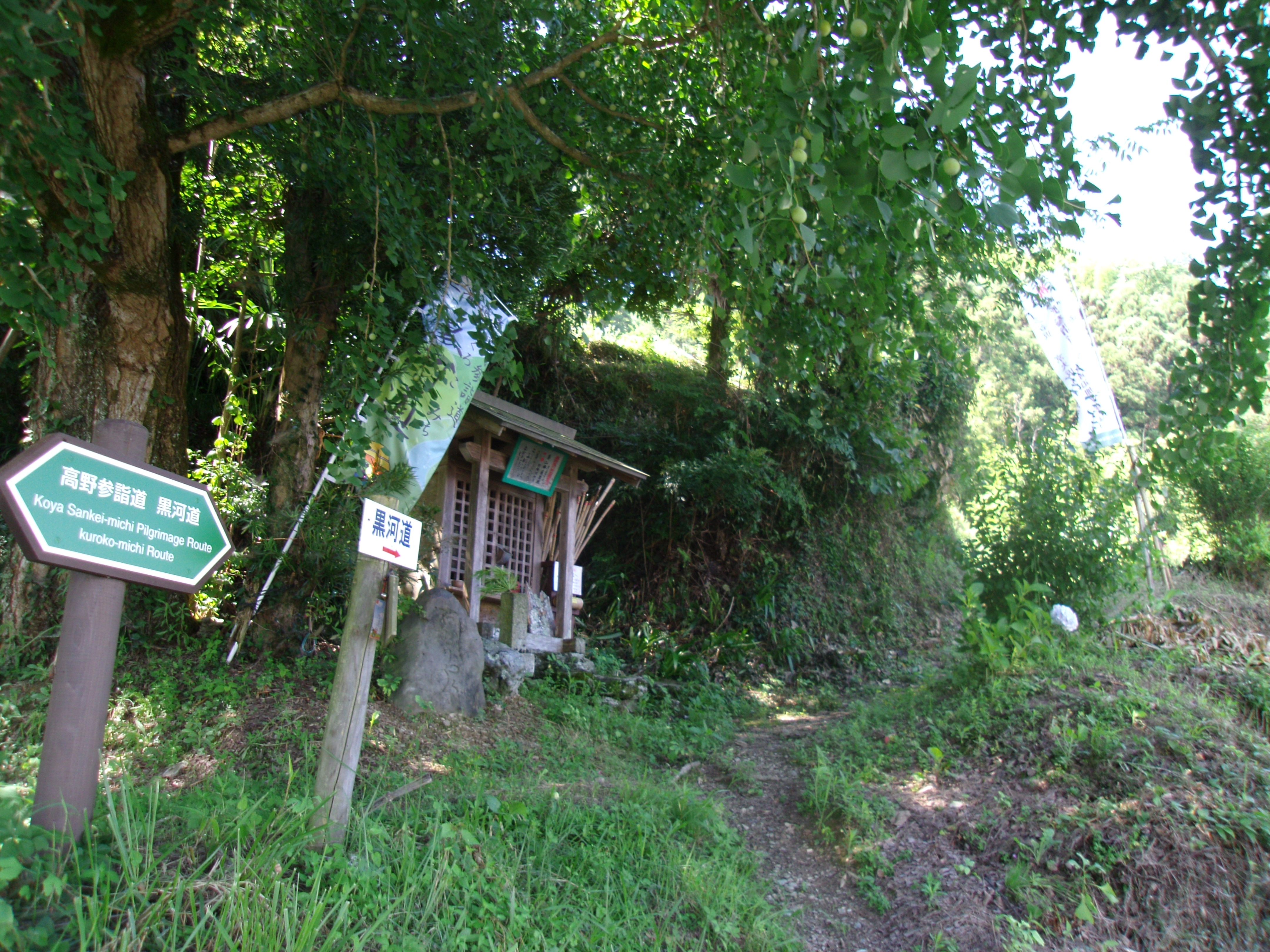
黒河道
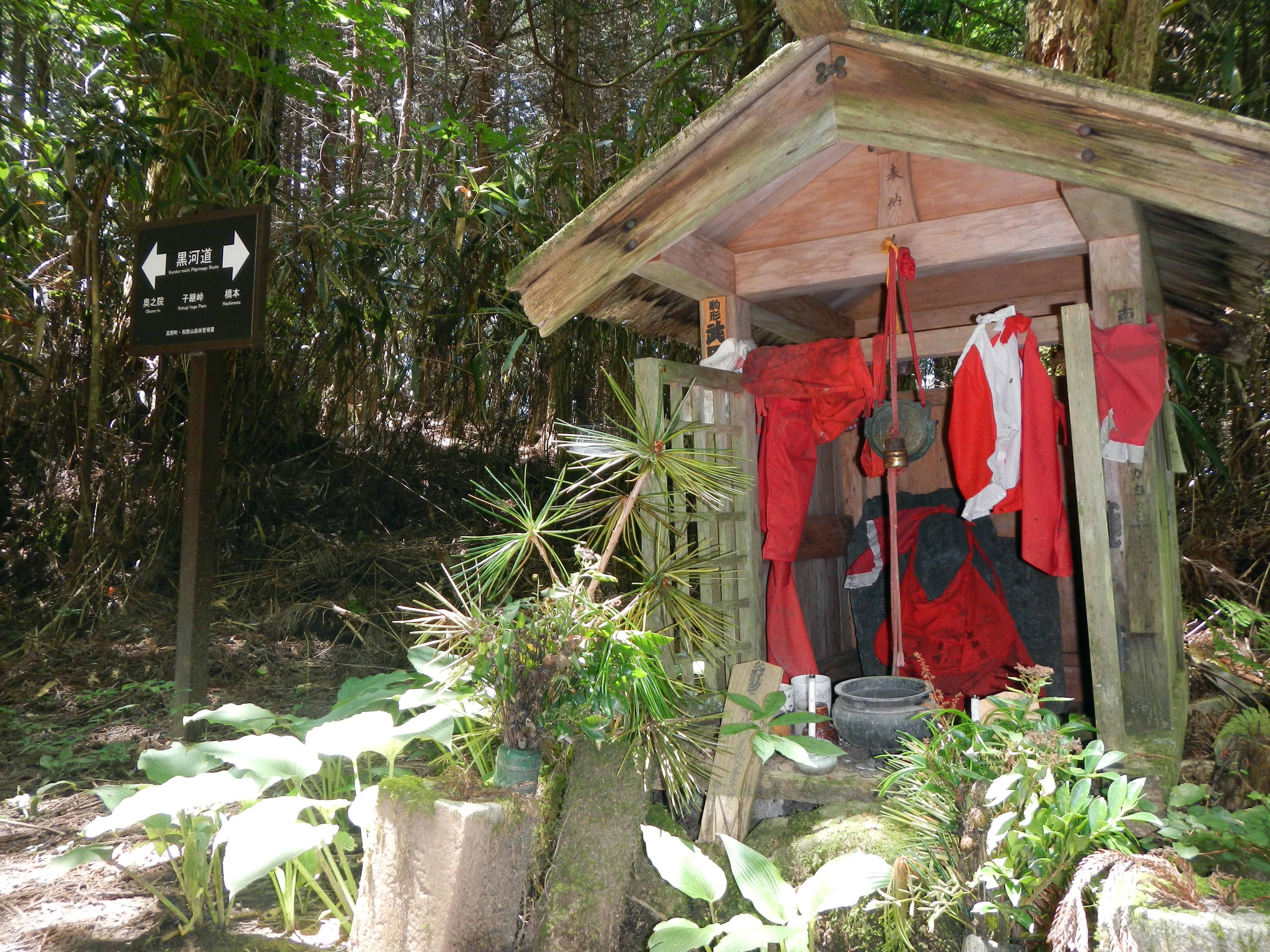
子継峠 子継地蔵 道標26番

#### 黒河道を歩く
JR西日本和歌山線・南海高野線橋本駅または南海高野線紀伊清水駅で下車し、起点となる橋本市定福寺を通り、高野山奥の院まで歩いた場合、歩行距離約19km、歩行時間約6時間。

#### 史跡（黒河道）
国の史跡「高野参詣道」の一部として、「黒河道」が指定されている。

#### 世界遺産（黒河道）
ユネスコの世界遺産「紀伊山地の霊場と参詣道」を構成する「高野参詣道」の構成資産の一部として、「黒河道」が登録されている。

### 京大坂道
京大坂道（きょうおおさかみち）は、京都、大阪、及び堺方面からの高野参詣道である。高野街道ともいわれ、他の高野参詣道よりも安全で短時間で高野山に辿り着けるとされ、近世以降、主要参詣道として利用されるようになった。京都府八幡市を起点とする「東高野街道」、大阪市平野を起点とする「中高野街道」、大阪市四天王寺を起点とする「下高野街道」、大阪府堺市を起点とする「西高野街道」が、大阪・河内長野までに合流し1つの街道となる。1つに集約された高野街道は、高野街道京大坂道ともよばれ、河内長野から大阪と和歌山の県境にある紀見峠を越え、和歌山・橋本市で紀の川を渡り清水へ、学文路から高野町極楽橋を通り、高野山内への入り口となる不動坂口に至る。この和歌山・橋本で紀の川を渡り清水へ、学文路から高野町不動坂口へ至る道が京大坂道と呼ばれている。京大坂道は、かつて最も多くの参詣者で賑わった高野参詣道といわれる。『紀伊国名所図会』の「登山七路」の項で、「京大坂より紀伊見峠を越えて来るものと、大和路より待乳峠を越えて来るものと、清水村二軒茶屋にて合ひ、学文路を経てこの道より登詣するもの、十に八九なり」と表現されていることから、江戸時代後期における京大坂道の利用は、高野参詣者の8 - 9割に及ぶことがわかる。参詣道は、紀ノ川を渡り、学文路から山中へ向かうが、道中は、学文路、河根、神谷といった宿場町があり、江戸時代には参詣者の増加とともに大いに賑わった。

#### 京大坂道不動坂
京大坂道の極楽橋から不動坂口に至る区間は「不動坂」と呼ばれ、京大坂道における一区画を指し、約2.7kmと比較的短い距離だが、高低差310mの急坂で京大坂道最後の難所であった。特に京大坂道不動坂といった場合は、この不動坂部分のみを指す。京大坂道不動坂は、1915年（大正4年）の高野山開創1100年を機に大改修が行われ、旧来の不動坂の急峻な坂道を迂回する新道が作られた。新不動坂は、幅員、ルート共に大幅に変更され歩きやすくなり、そのため、旧来から使用されてきた旧不動坂は使用されなくなり、現在では不動坂といえば新道の不動坂を意味するようになった。新不動坂が主要参詣道となって以来、旧不動坂は使用されず、また開発されることも無く放置されたため、『紀伊国名所図会』で描かれた、かつての不動坂が、ほぼそのままの状態で保存されることとなった。永らく使用されず山に埋もれていた旧不動坂が、2011年（平成23年）からの古道整備事業により調査が行われ、朽ち果てた桟橋の掛け替や往時の不動坂中の難所とされた「いろは坂」や、罪人を突き落とした伝わる「万丈転かし」の現場も、見事に復元整備されている。京大坂道不動坂の終着地点である不動坂口に、かつて高野山が女人禁制（#女人禁制）の時代に建立された、女性のための籠もり堂の女人堂（#女人堂）が唯一現存する。

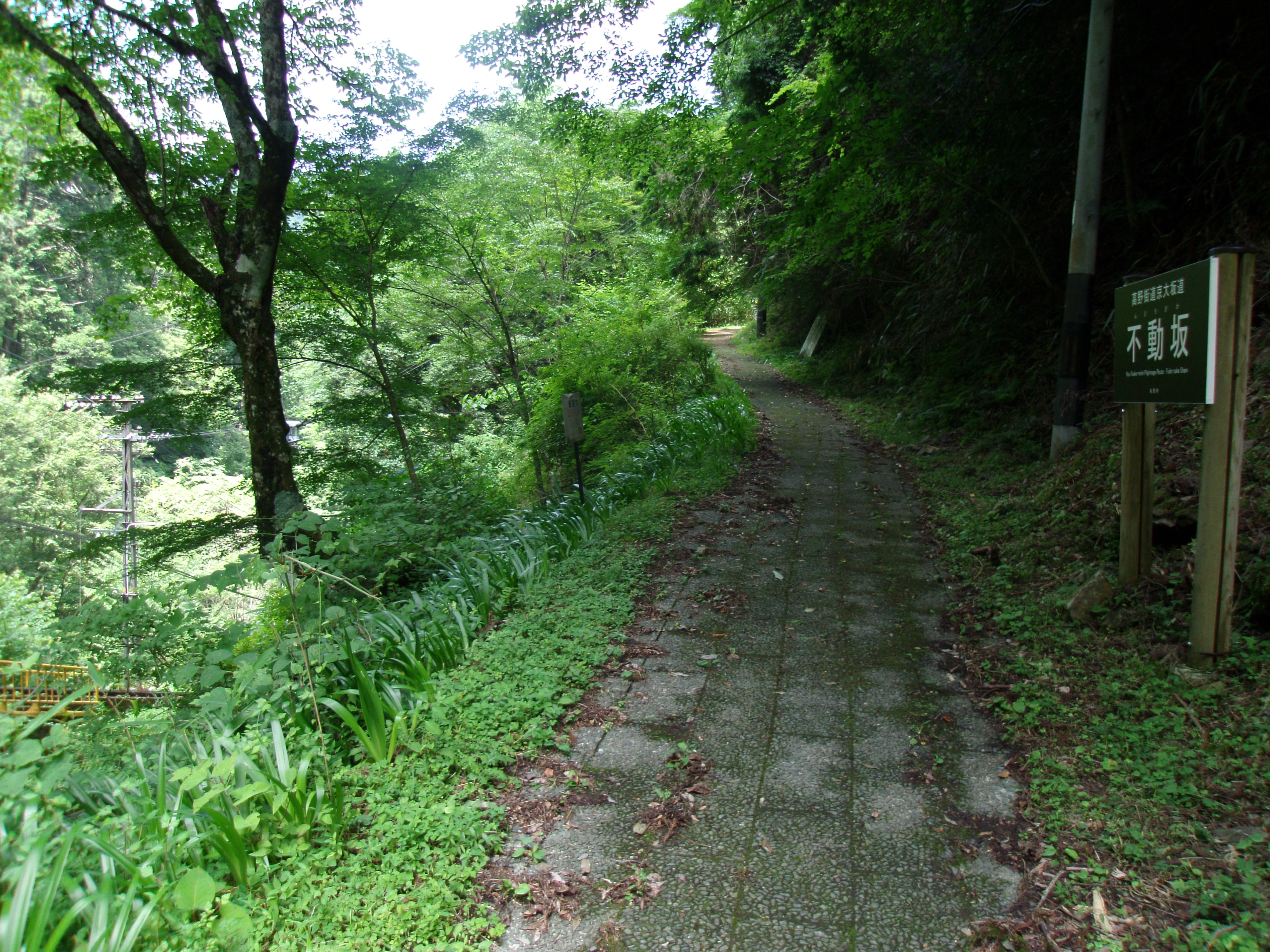
京大坂道不動坂の新道
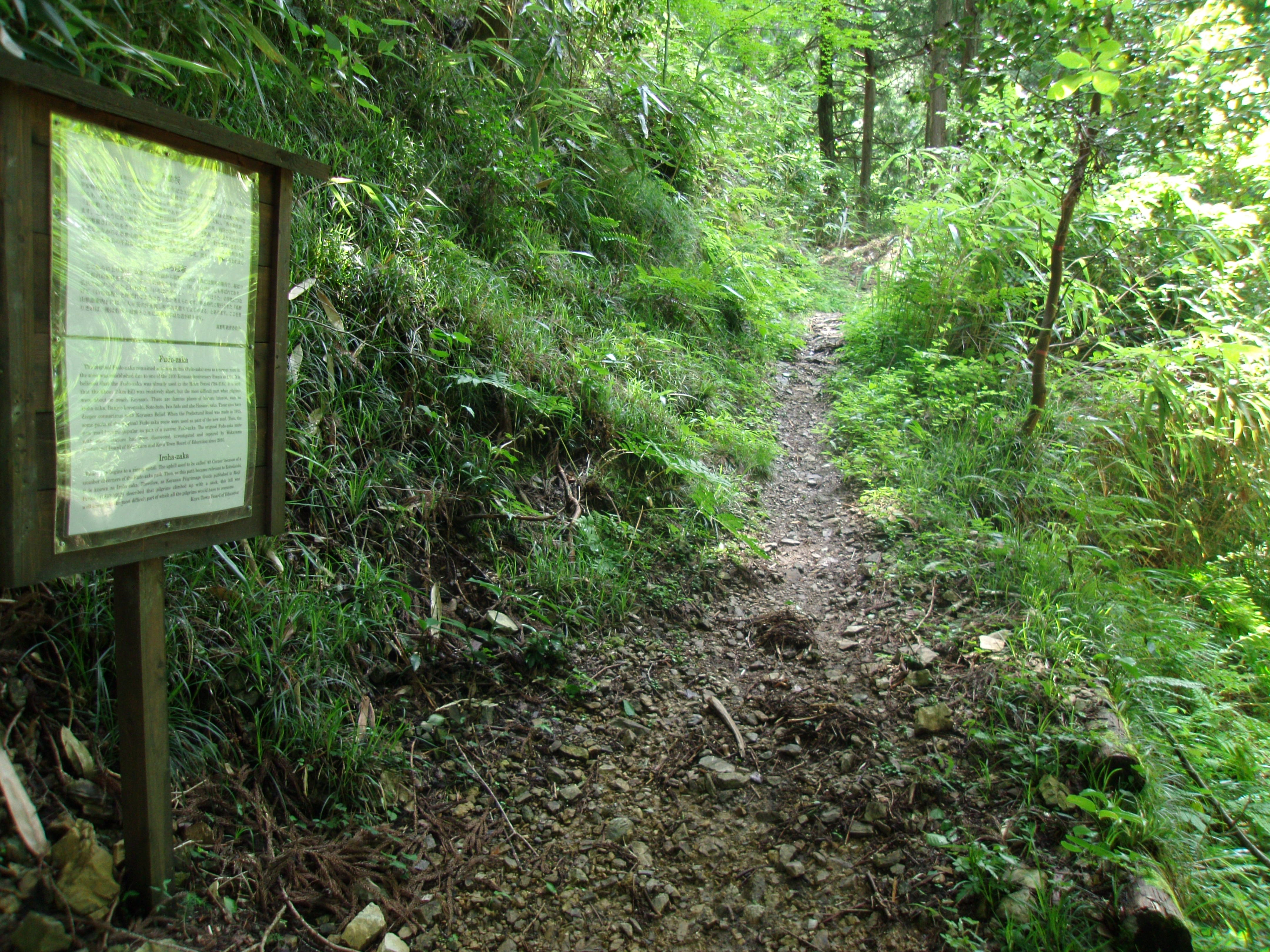
京大坂道不動坂の旧道
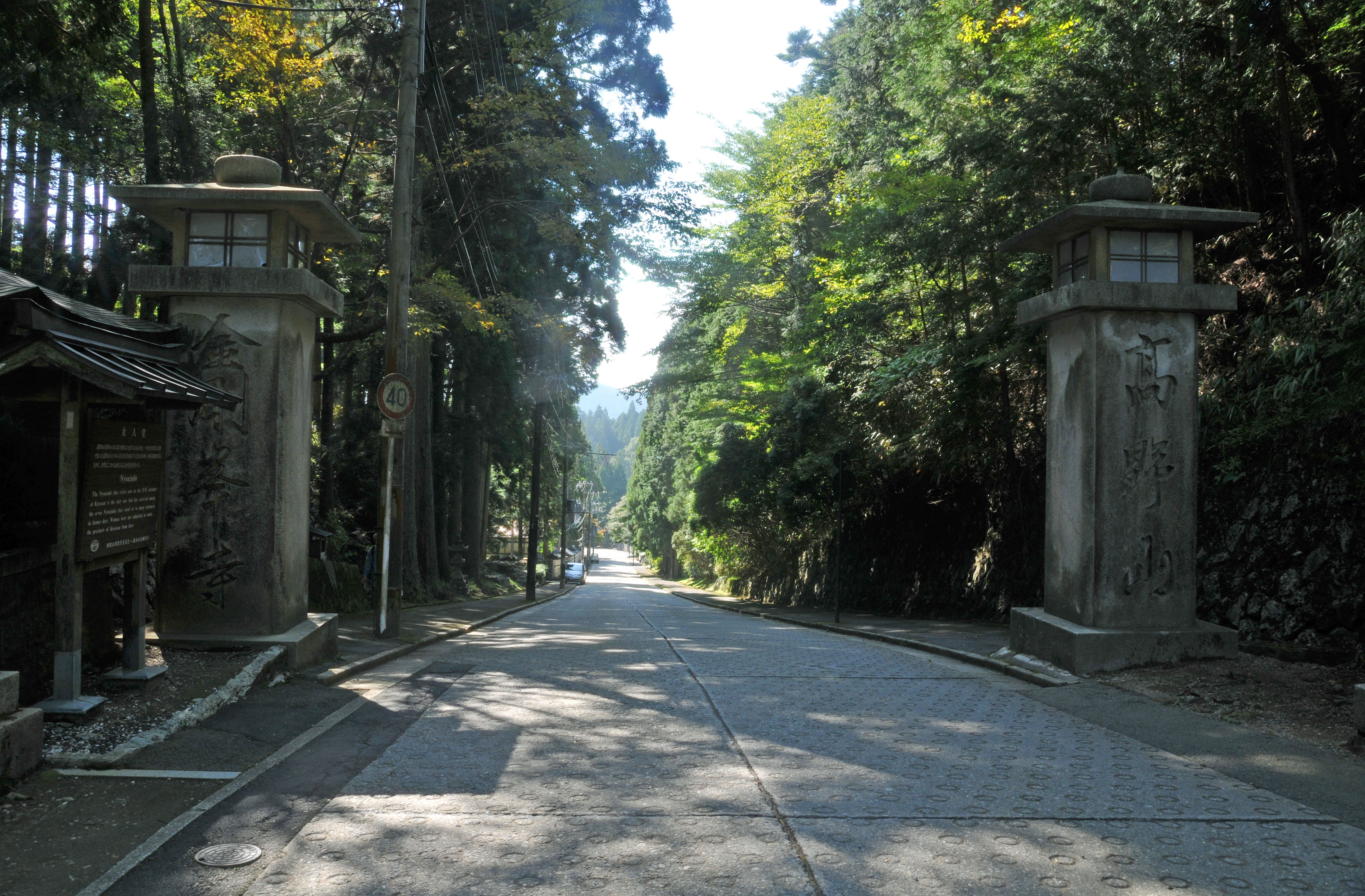
高野山への入り口の不動坂口
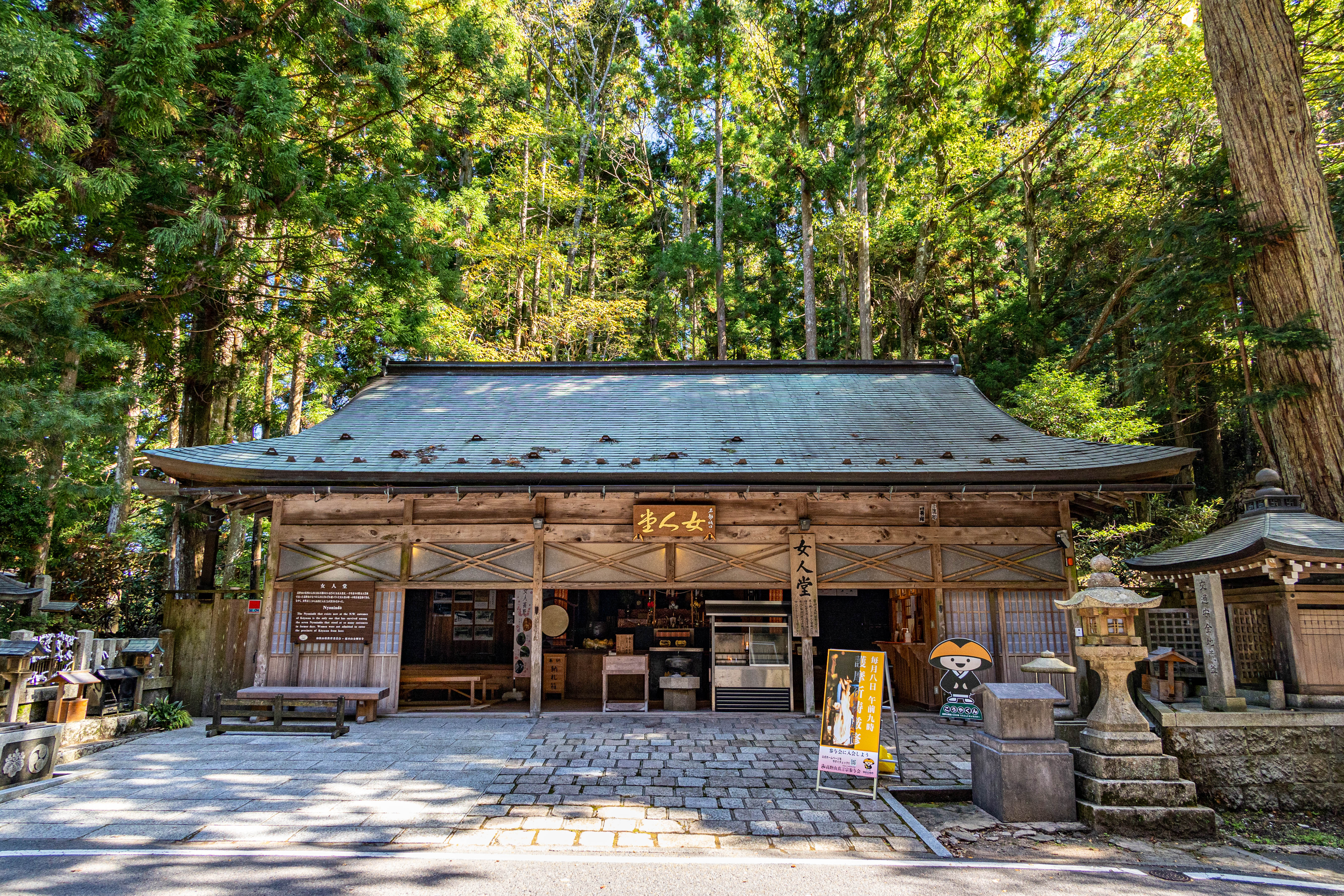
不動坂口に唯一残る女人堂

#### 京大坂道を歩く
- 南海高野線学文路駅で下車し、「京大坂道」を、高野山の入り口となる女人堂がある不動坂口まで歩いた場合、歩行距離は約10km、歩行時間は約3時間30分程度（休憩時間含まず）[61]。
- 南海高野線極楽橋駅で下車し、「京大坂道不動坂」を、極楽橋から高野山の入り口となる女人堂がある不動坂口まで歩いた場合、歩行距離は約3km、歩行時間は約1時間程度（休憩時間含まず）[61]。

※途中、携帯電話の電波が入らない場所もあるので注意が必要である。

#### 史跡（京大坂道）
国の史跡「高野参詣道」の一部として、「京大坂道不動坂」が指定されている。

#### 世界遺産（京大坂道）
ユネスコの世界遺産「紀伊山地の霊場と参詣道」を構成する「高野参詣道」の構成資産の一部として、「京大坂道不動坂」が登録されている。

### 小辺路
小辺路（こへち）は、高野山と熊野本宮大社を結び、熊野古道と呼ばれている参詣道で、高野山への入り口は大滝口である。高野山と熊野本宮という2大聖地を最短で結ぶ古道の参詣道である。距離は約80 km、標高1,000 m以上の伯母子峠、三浦峠、果無峠と三つの大きな山越えがあり、高野参詣道、熊野参詣道のなかで最も険しい道である。

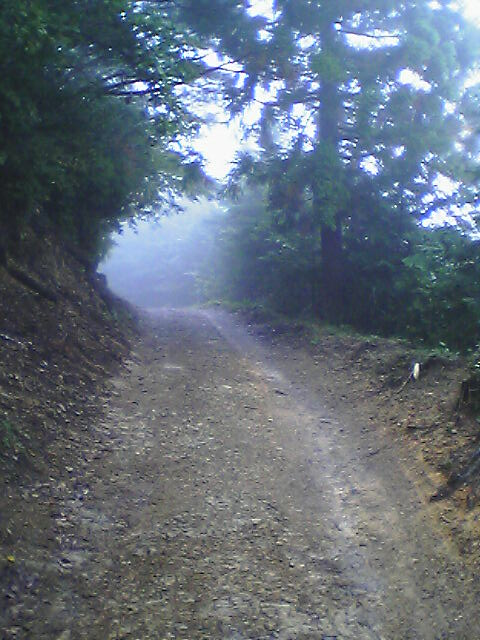
薄峠付近の尾根道
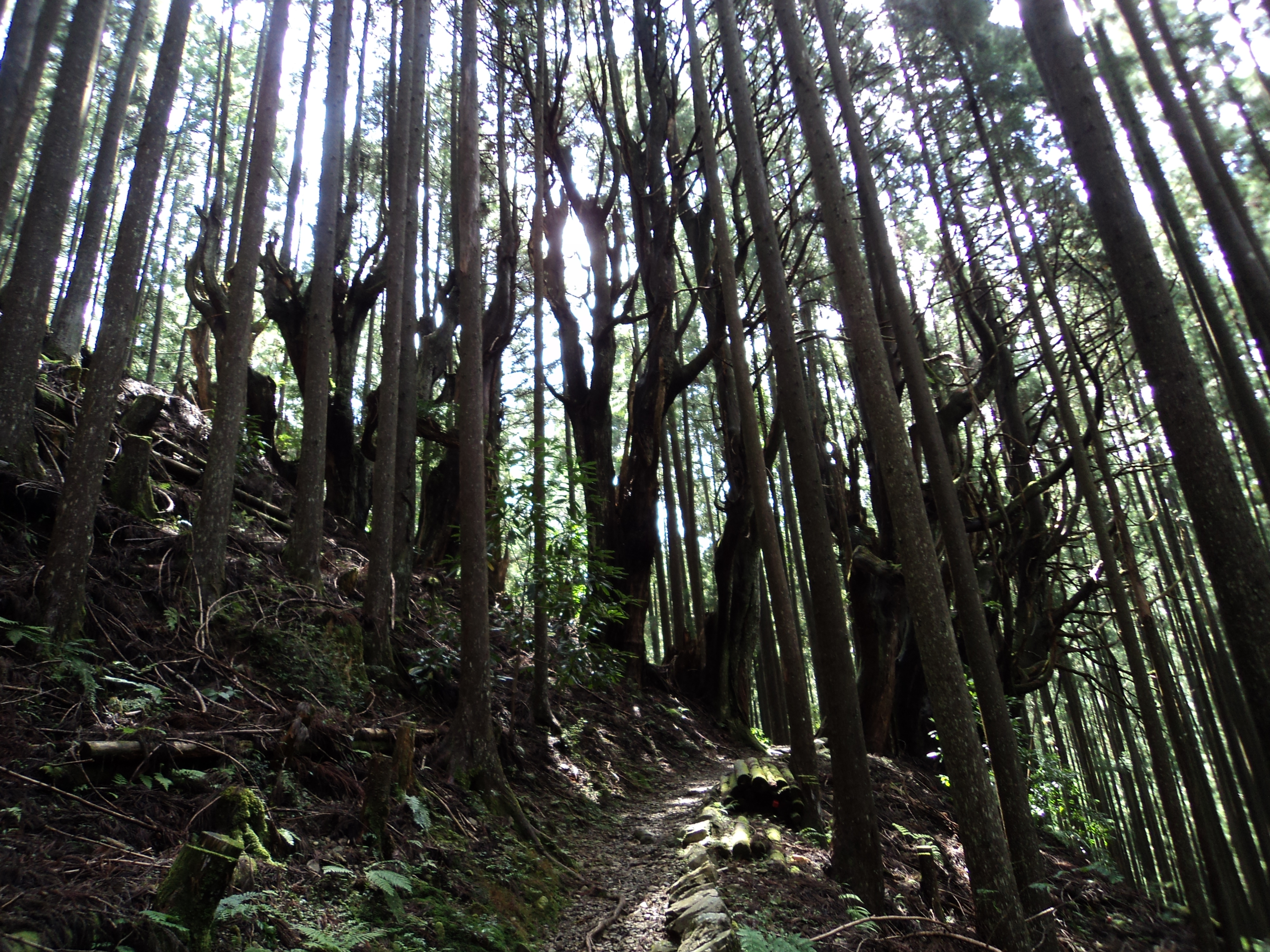
小辺路

#### 小辺路を歩く
高野山からの標準の行程は、伯母子手前の大股と伯母子を越えた三浦口、および三浦峠を越えた十津川で宿泊すると三泊四日となるが、バスを利用すれば高野山から1日の行程を楽しむことができる。

#### 史跡（小辺路）
国の史跡「熊野参詣道」の一部として、「小辺路」が指定されている。

#### 世界遺産（小辺路）
ユネスコの世界遺産「紀伊山地の霊場と参詣道」を構成する「熊野参詣道」の構成資産の一部として、「小辺路」が登録されている。

### 大峰道
大峰道（おおみねみち）は、高野山と奈良県吉野の修験道の行場大峰山の2つの霊場を結ぶ道であり高野山への入り口は大峰口である。古くから修験者がよく通った事から、その装束にちなみ「すずかけの道」とよばれ、また高野山の東に位置する入り口に至ることから東口、あるいは麓の地名から野川口とも呼ばれている。修験に関係する天川村（奈良県吉野郡天川村）などを経由し、空海作と伝えられる弁財天坐像を本尊とする野川弁財天や石造物など参詣道沿いに多数の宗教施設が存在している。今は歩く人はほとんどいないが、昭和の初期までの大峰信仰により修験者、巡礼者で賑わった。また、この道は空海が最初に高野山に入った道とも伝わる。『紀伊国名所図会』で「俗比道筋を七度半道といふ。一度此道より登詣すれば、功徳七度半にあたる」と記され、吉野の大峰と高野山の2霊場を結ぶ道として、功徳が大きいとされた。

#### 大峰道を歩く
奈良県五条からバスを利用して、小代下バス停より高野山奥の院まで歩いた場合、歩行距離約17km、歩行時間約5時間。

### 有田・龍神道
有田・龍神道（ありだ・りゅうじんみち）は、和歌山県有田郡の湯浅や北湊（現、有田市箕島）から有田川に沿って高野山へ向かい、途中、辻の茶屋交差点で、熊野参詣道・中辺路から北へ分岐した龍神道と、合流し高野山へ至る。入口は龍神口であるが、町石道の到着点と同じ大門にある。しかし起点が全く違う地域からなので、大門口、龍神口と別々の名前が付き、高野七口でも2つと数えられている。有田道は、熊野古道沿いの湯浅方面からの参詣者と四国方面からの参詣者が船で有田川河口の北湊に着き、有田川沿いに高野山へ向かい、かつらぎ町花園で山道に入り山道を進む。江戸時代には多くの参詣者があったとされるが、現在ほとんどが自動車道となっている。龍神道は、熊野古道の中辺路から分岐し、北へ進み龍神温泉を経て紀伊山地の山々を越え、途中辻の茶屋交差点で有田道と合流する。龍神道は険しい道であるが、高野参詣道であるとともに、弘法大師が開湯したとも伝わる龍神温泉へ向かう道でもあった。高野龍神スカイラインにある箕峠（みのとうげ）に至る地道は崩落が激しく、現在ほとんど通行が不能となっている。現在、この道を歩く場合は、花園 - 大門・龍神口が一般的で、ほとんどが舗装道路となっているものの、花園寄りの数キロは地道が残っている。

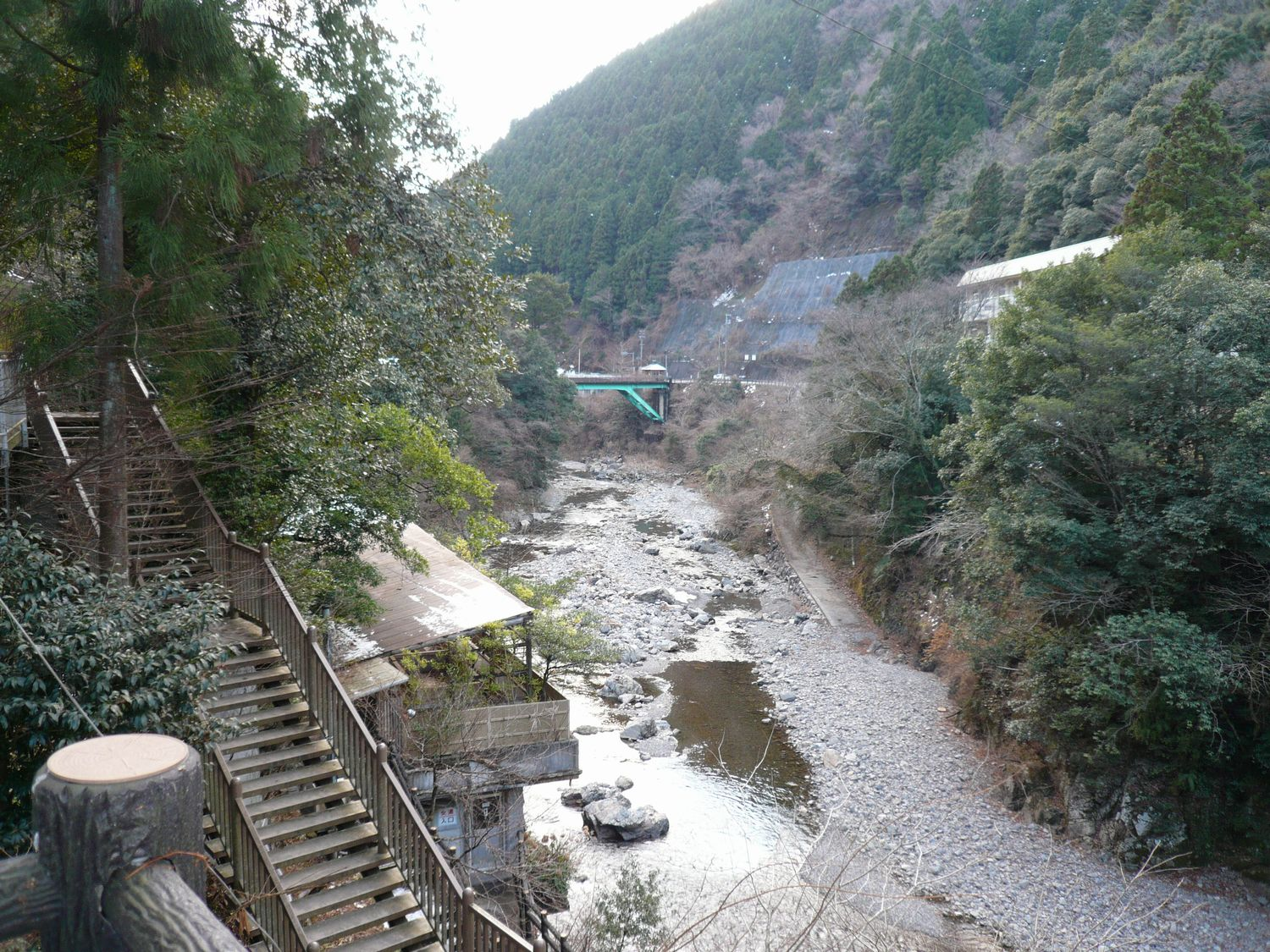
龍神道が通る龍神温泉

#### 有田・龍神道を歩く
和歌山県伊都郡かつらぎ町「花園バス停」から大門・龍神口へ歩いた場合、歩行距離約13km、歩行時間約4時間30分。

### 相ノ浦道
相ノ浦道（あいのうらみち）は、相ノ浦集落から高野山へ至る参詣道である。高野山以南の参詣者が利用し、高野山と比較的近い高野槙の産地として知られる相ノ浦集落を結ぶ道である。中世後期から近世前期に成立した参詣道で、高野山への入り口は相ノ浦口である。江戸時代以前から物資輸送ルートとして利用され、高野七口の参詣道の中で距離が一番短く、もっとも利用が少なかったと言われる高野参詣道である。相ノ浦集落は、織田信長の家臣・佐久間信盛が追放され、住み着いた場所と伝わり、「紀伊国名所図会」に、困窮していた佐久間信盛を助けるために、秀吉の使者が金銭を持参した様子が描かれている。

#### 相ノ浦道を歩く
相ノ浦集落から、相ノ浦口まで歩いた場合、歩行距離約7km、歩行時間約3時間。

## その他参詣道

### 三谷坂
三谷坂（みたにさか）は、和歌山県かつらぎ町三谷の丹生都比売神の降臨地とされる丹生酒殿神社を起点とし、急坂の笠松峠を通り、同神の鎮座地とされる丹生都比売神社を経由し、町石道へ合流する。もしくは丹生都比売神社を経由せずに直接、町石道に合流する参詣道である。高野山へは、慈尊院を起点とする町石道を通るよりも距離が短く、その分短時間での高野参詣が可能である。経路沿道には、空海（弘法大師）の伝承にかかわりある石造物が遺存する。
町石道から丹生都比売神社へ参詣し高野山へ向かう場合、迂回して距離が長くなるが、三谷坂経由の場合は丹生都比売神社へ参拝し高野山へ向かっても迂回が無く町石道より短距離で行けるため、同神社への参詣道ともいわれる。起点の丹生酒殿神社周辺に住んでいた丹生都比売神社惣神主が丹生都比売神社へ往復するために通ったのが起源と伝わる。平安時代の高野山への表参道として整備され、かつて丹生都比売神社の神主や勅使が通る道として、よく利用された。別称として「三谷道」、あるいは丹生酒殿神社と丹生都比売神社を行き来するのに通ることから「天野道」、または1924年（大正13年）に、丹生都比売神社が官幣大社・正一位に昇格を記念する昇格報告祭で、勅使が通ったことから「勅使道」とも呼ばれることがある。平安時代院政期に白河上皇の第四皇子で仁和寺第四代門跡覚法法親王が、高野参詣道として三谷坂を利用したのが記録的には初見であり、高野参詣道の中でも参詣のために利用された歴史的起源を平安時代中期にまでさかのぼって検証できる道である。それ以前から紀の川と天野（丹生都比売神社）を往来する道として利用されていたが、平安時代には高野参詣道として既に開かれており、高野参詣道の中でも最古級であるといえる。高野参詣道として利用した記録として、覚法法親王の『御室御所覚法王親王高野山御参籠日記』があるが、その参籠日記に「三谷坂は木陰にして深き泥なし　道ほど近し　かたがた神妙の由　上下よろこびをなす」との記述がある。三谷の丹生酒殿神社と天野の丹生都比売神社とを結ぶ、急坂道の参詣道ではあるが、木陰があり水はけもよく道の状況が良かったことが参籠日記から読み取れる。高野山へは町石道に比べ距離が短く、迂回すること無く丹生都比売神社に参詣でき、木陰があり水はけがよく、道の状態もよいことから、平安時代に高野参詣道としてよく利用されていたことがうかがえる。

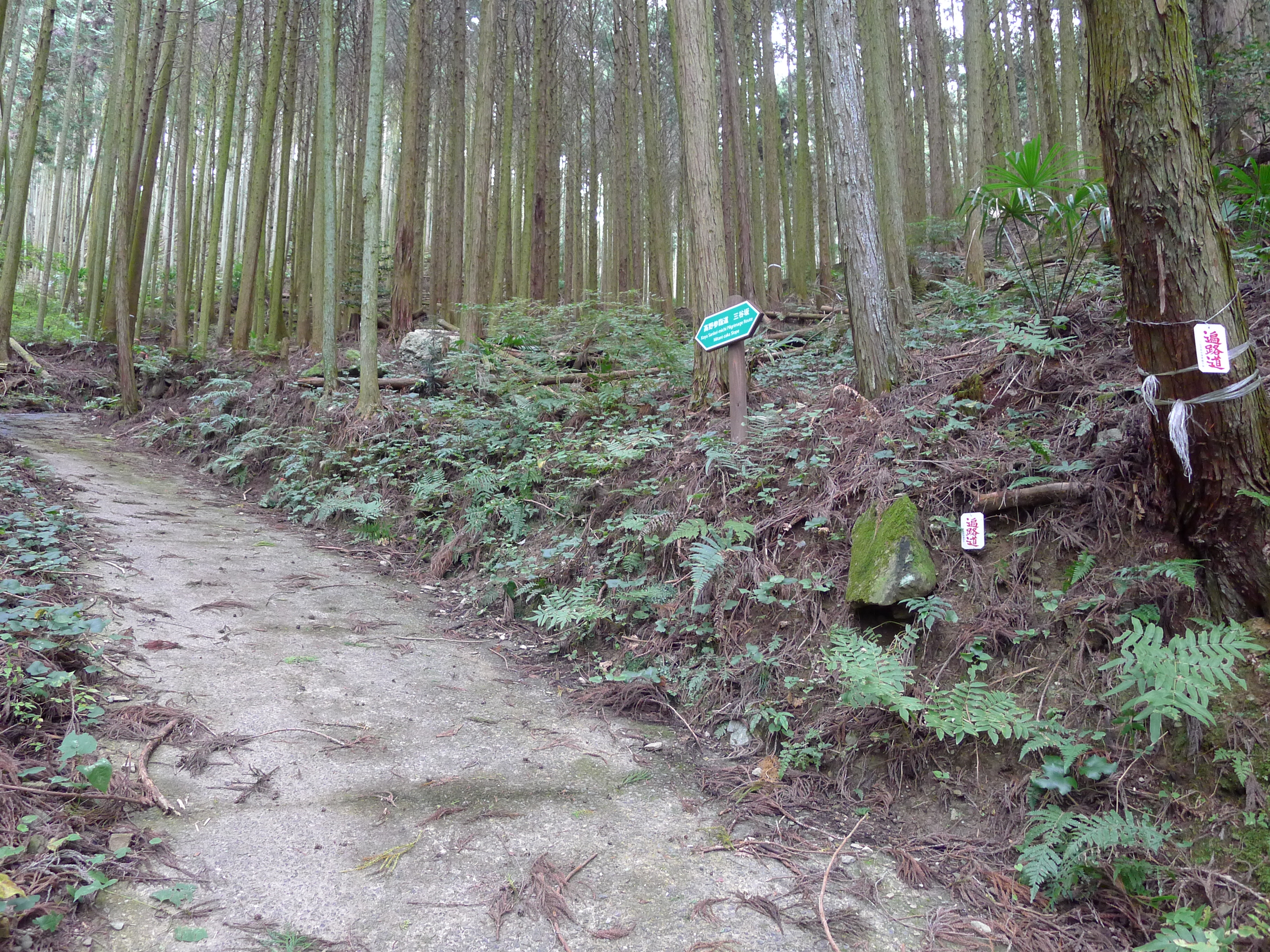
三谷坂
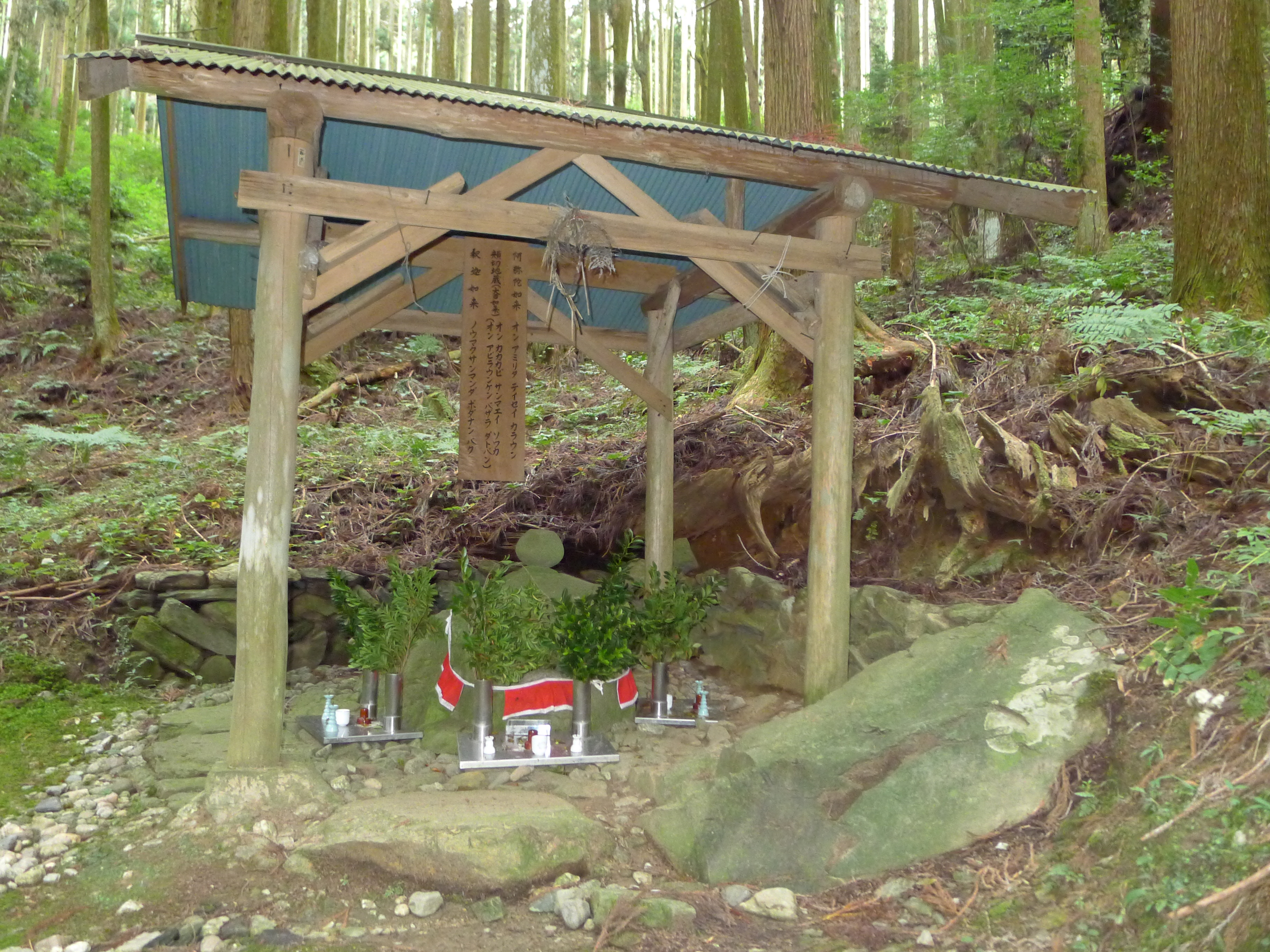
三谷坂
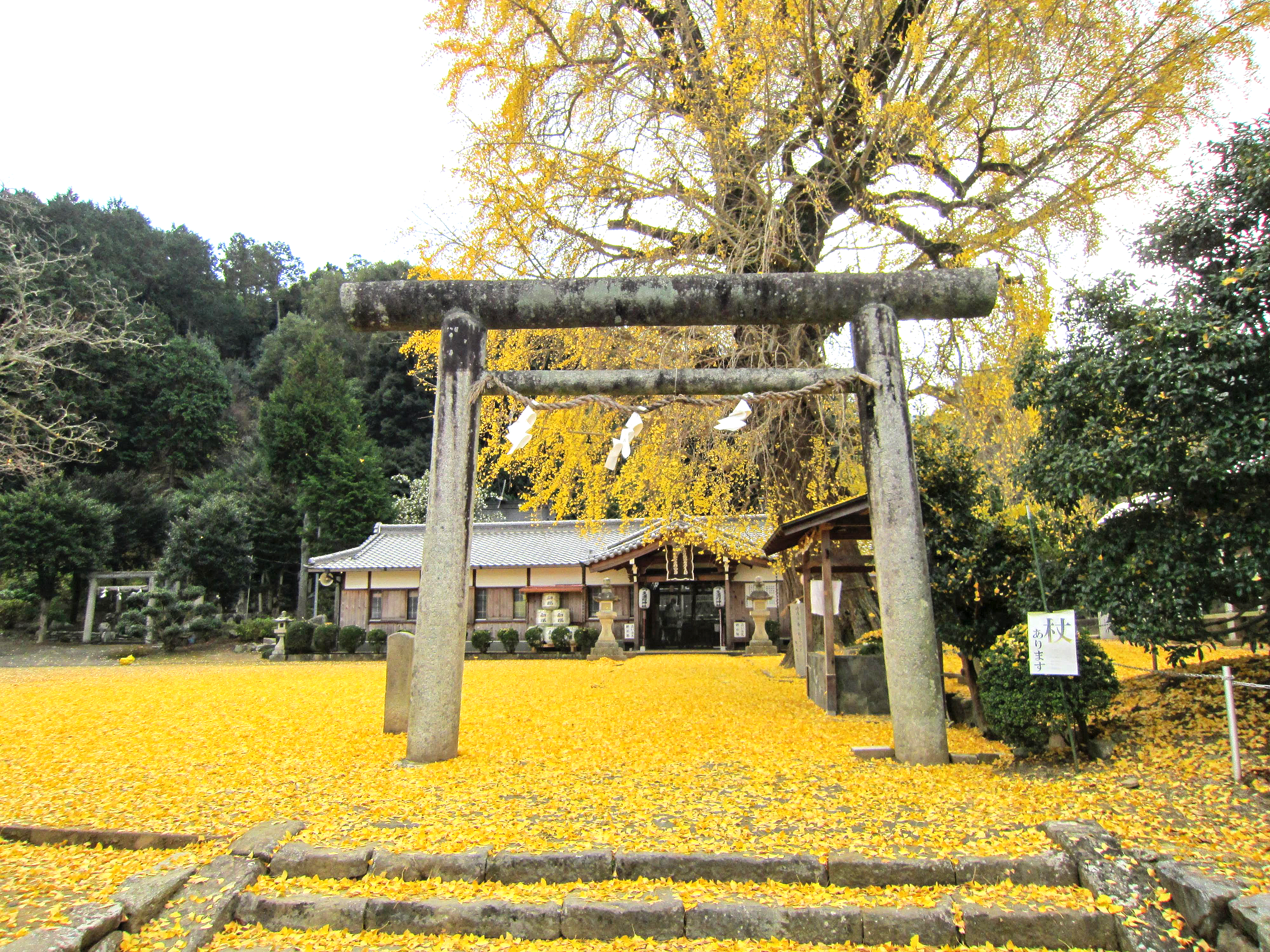
起点となる丹生酒殿神社

#### 三谷坂を歩く
- JR和歌山線妙寺駅を下車し、丹生酒殿神社、傘松峠を通り、丹生都比売神社まで歩いた場合、歩行距離約6km[82]。
- 傘松峠を越えてから町石道の六本杉を経由し、丹生都比売神社まで歩くと、歩行距離約10km[82]。

#### 史跡（三谷坂）
国の史跡「高野参詣道」の一部として、丹生酒殿神社を含め「三谷坂」が指定されている。

#### 世界遺産（三谷坂）
ユネスコの世界遺産「紀伊山地の霊場と参詣道」を構成する「高野参詣道」の構成資産の一部として、丹生酒殿神社を含め「三谷坂」が登録されている。

### 麻生津道
麻生津道（おうづみち）は、紀ノ川北岸沿いの奈良へ向かう大和街道と麻生津道の分岐となる高野辻を起点に、紀ノ川を渡り麻生津峠を越えて、矢立で高野参詣道の一つの町石道に合流する。西国三十三所観音巡礼で第三番札所 粉河寺参拝後に高野山へ立ち寄ってから、4番札所の槇尾寺（現、施福寺）へ向かうのに使われたことから、西国街道ともよばれている。また、麻生津街道ともよばれ、和歌山城下方面から大和街道を通って高野山への向かう主要道だったため、わかやま道ともよばれた。西国巡礼者や紀の川を遡ってくる貴族、高野山上へ墓石を運搬する者など様々な人々が利用した。麻生津道の起点となる大和街道との分岐点の高野辻には、道標があり「右ハ かうやみち ひたりわ いせまきのを道」と記されている。紀ノ川を渡り、かつての茶屋跡の残る麻生津集落に1795年（寛政7年）の銘のある「右 高野山大門へ五里、左粉川山みち」の道標がある。「紀伊続風土記」によると、麻生津の渡しから花坂までの間に、今も残る六地蔵がすでに配置されていて道標の役目をしていることから、江戸中期には高野参詣者の往来が相当あったことがうかがえる。西国巡礼者による高野参詣の西国街道のルートとしては、第三番札所粉河寺参拝後、紀の川を渡り麻生津峠を越え矢立で町石道に合流し、高野山へ至り、その後、京大坂道不動坂を下り、宿場町であった神谷から「まきの道」（槇尾道）を進み槇尾寺（現、施福寺）に至る参詣ルートとなる。

#### 麻生津道（西国街道）を歩く
JR和歌山線名手駅下車し、麻生津を通り、矢立で町石道に合流し、高野山・大門まで歩いた場合、歩行距離約21km、約歩行時間6時間30分。

### 女人道
女人道（にょにんみち）は、かつて高野山が「女人禁制」（#女人禁制）の時代に、各参詣道の到着地点である高野山内への入り口にあった「女人堂」（#女人堂）を巡る道である。女人禁制時代は、女人堂から先の女人結界のある聖地「高野山」へ入れなかった。高野山を囲むようにある峰々が、聖地と外界（俗世）を分ける結界の境界であり、その峰々（結界境界線）に沿って女人道がある。そのため高野山の周囲を取り囲むように女人道が存在し、また高野七口の各参詣道到着地点の女人堂とも繋がり、それら女人堂を巡る道が女人道である。女人信者は女人堂で、空海御廟や壇上伽藍を遥拝するために、女人堂から女人堂へ峰々を巡礼し祈りを捧げた。また高野山の聖地を見下ろせる場所があり、道中には山内の様子を見たさに女性達が首を伸ばしたとされる「ろくろ峠」がある。他の高野参詣道は各地域から高野山へ参詣するための道であるが、女人道は女人堂を巡礼する道であるため意味合いは、他の参詣道とは少し違う。

#### 女人禁制
かつて、聖地「高野山」の聖域と外界（俗世）とを区切る結界線が張られ、その内側に様々な禁制が敷かれ、女人の立ち入りも結界線に沿って制限されていた。女人禁制にまつわる伝承が多く残され、例えば、空海の母でさえ結界の中に入ることが許されていなかったと伝わる。空海の母は老体であるが讃岐より訪れたが、空海に入山を止められ押し問答になり、その際に落雷にあい火の雨が降ったが、空海は母を庇い石を持ち上げたと伝わり、町石道にその時の石とされる「押上石」が残る。1872年（明治5年）明治政府から太政官布告第98号「神社仏閣女人結界ノ場所ヲ廃シ登山参詣随意トス」が発布され、近代化政策を進める政府によって女人禁制が解かれた。しかし、仏教界から強い反発があり、高野山でも公式に完全に女人禁制が解かれたのは1906年（明治39年）であった。1906年（明治39年）に、高野山真言宗総本山金剛峯寺が開創1100年記念大法会にむけて、高野山の結界残部を残らず解除したことで、禁制が解かれ実質的に女人禁制も完全解除された。このことにより、公式に女人の高野山内への入・居住が認められることとなった。

#### 女人堂
かつて高野山は、1872年（明治5年）までは女人禁制であったため、女性は高野山内へは入れず、高野七口とよばれる高野山への入り口7つそれぞれに、女性のための籠もり堂（参籠所）として女人堂が置かれた。女人堂は、宿泊に利用したり、堂内の大日如来に祈願したり、空海御廟や壇上伽藍を遥拝するために利用された。女人堂にかかわる次のような伝説が残る。「室町時代、越後国の出雲崎の本陣宿に小杉姫という美しい娘がいた。娘は佐渡奉行の息子との縁談が決まるが継母の恨みにより両手を切られる。さらに婚家からも追い出され、娘は仏の慈悲にすがり信州善光寺に参詣するが、夢枕に弘法大師が現れ、高野山麓の宿屋の善兵衛を訪ねよと告げた。高野山への旅の途中で山賊に子供を殺されるが、命からがら高野山麓にたどり着き、善兵衛に女人参詣者を接待することを勧められ、女性のための籠もり堂を建てた。」と伝わり、その籠もり堂が女人堂の始まりとされる。女人堂のそばに小杉明神社があり、小杉姫を祀ると伝わる。近世には、女性参詣者が女人禁制の掟を破り高野山内へ入り、鐘楼や経蔵などに隠れる者が絶えなかったため、取締を求める文書が残る。各女人堂に隣接し小屋が置かれ、不審者侵入や女性の山内侵入の監視を行ったり、宿泊女性の接待をする山奴といわれる半僧半奴の者が駐在し、女性を排除するのではなく、食事は高野山内の宿坊が輪番で用意し「通い膳」として運ばれた。京大坂道の到着地点の不動坂口に、唯一現存する女人堂があり、「紀伊国名所図会」に「七口各堂ありといへども、此堂最大なり」と記され、高野七口に建つ女人堂の中でも不動坂口に建つ女人堂が最大だったことが分かる。

#### 高野三山巡りの道
女人道の一部でもあるが、高野三山巡りの道がある。「外八葉」の中で標高が高く、奥の院に近い転軸山（915 m）、楊柳山（1008.5 m）、摩尼山（1004 m）を高野三山とよび、高野三山の峰々に祀られる菩薩像を巡拝するための道を、「高野三山巡りの道」と呼んでいる。また高野三山は奥の院の弘法大師御廟を囲むように存在するため、単に高野三山を巡る道ではなく、弘法大師御廟を近くから遥拝するための道でもあった。

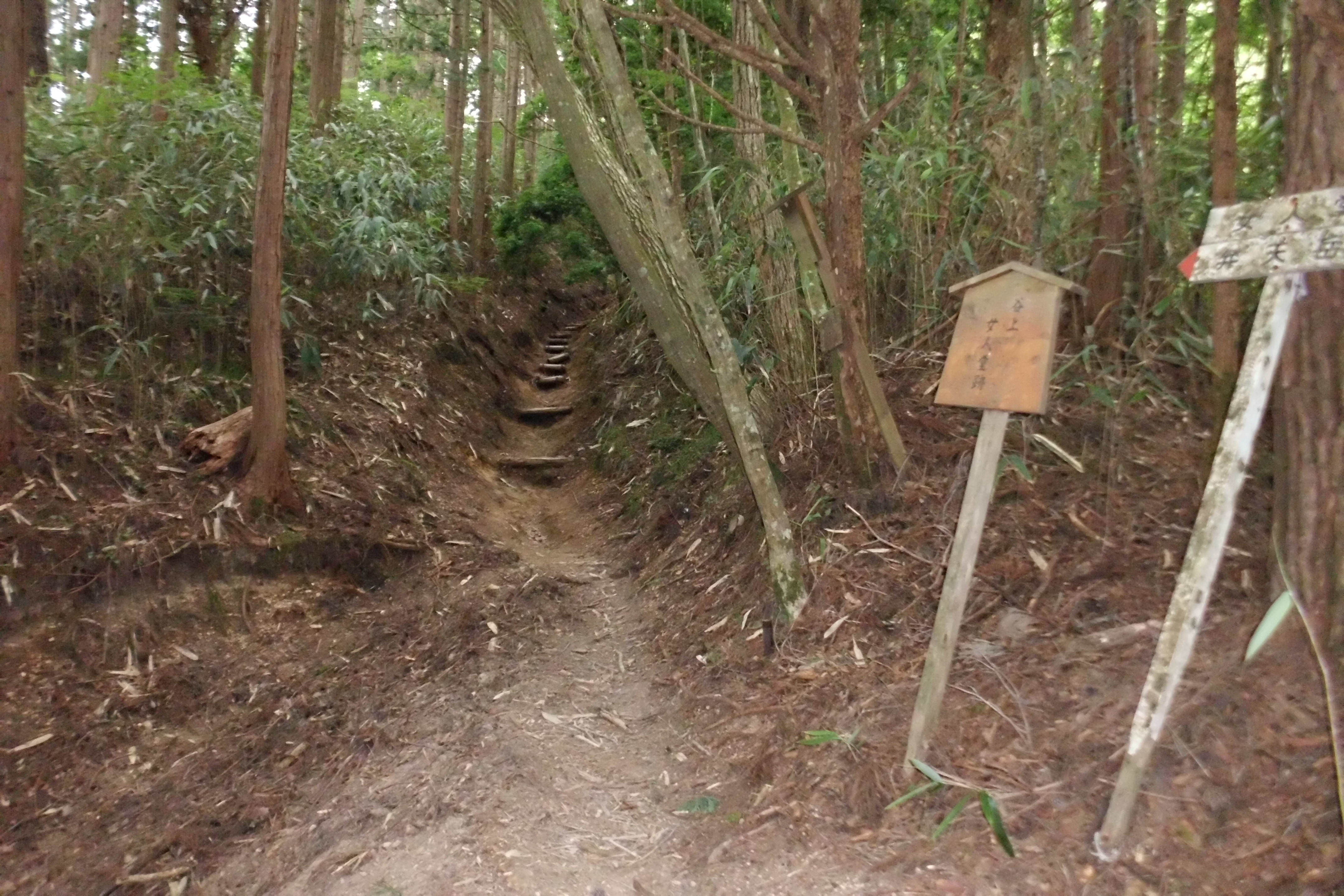
女人道
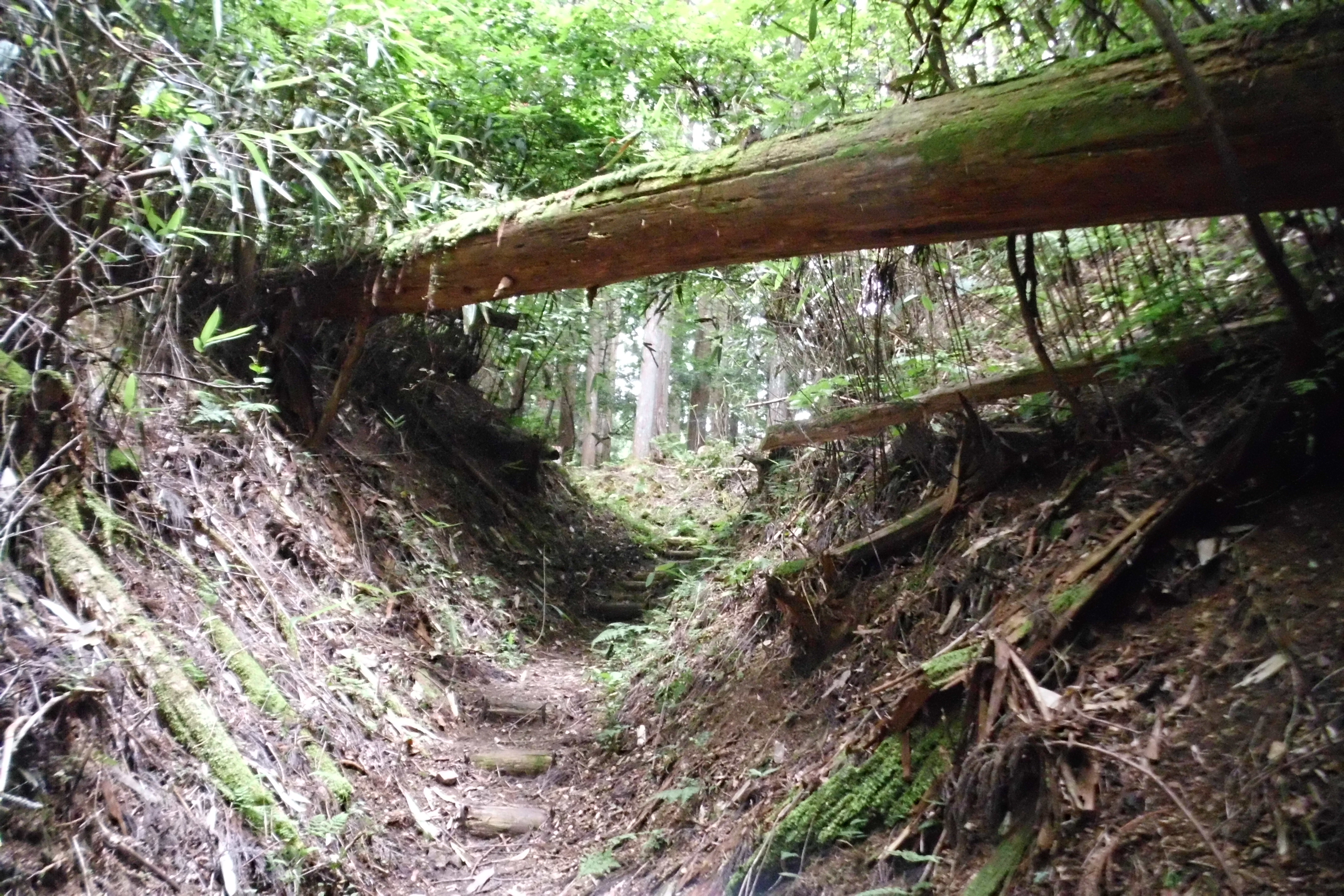
女人道
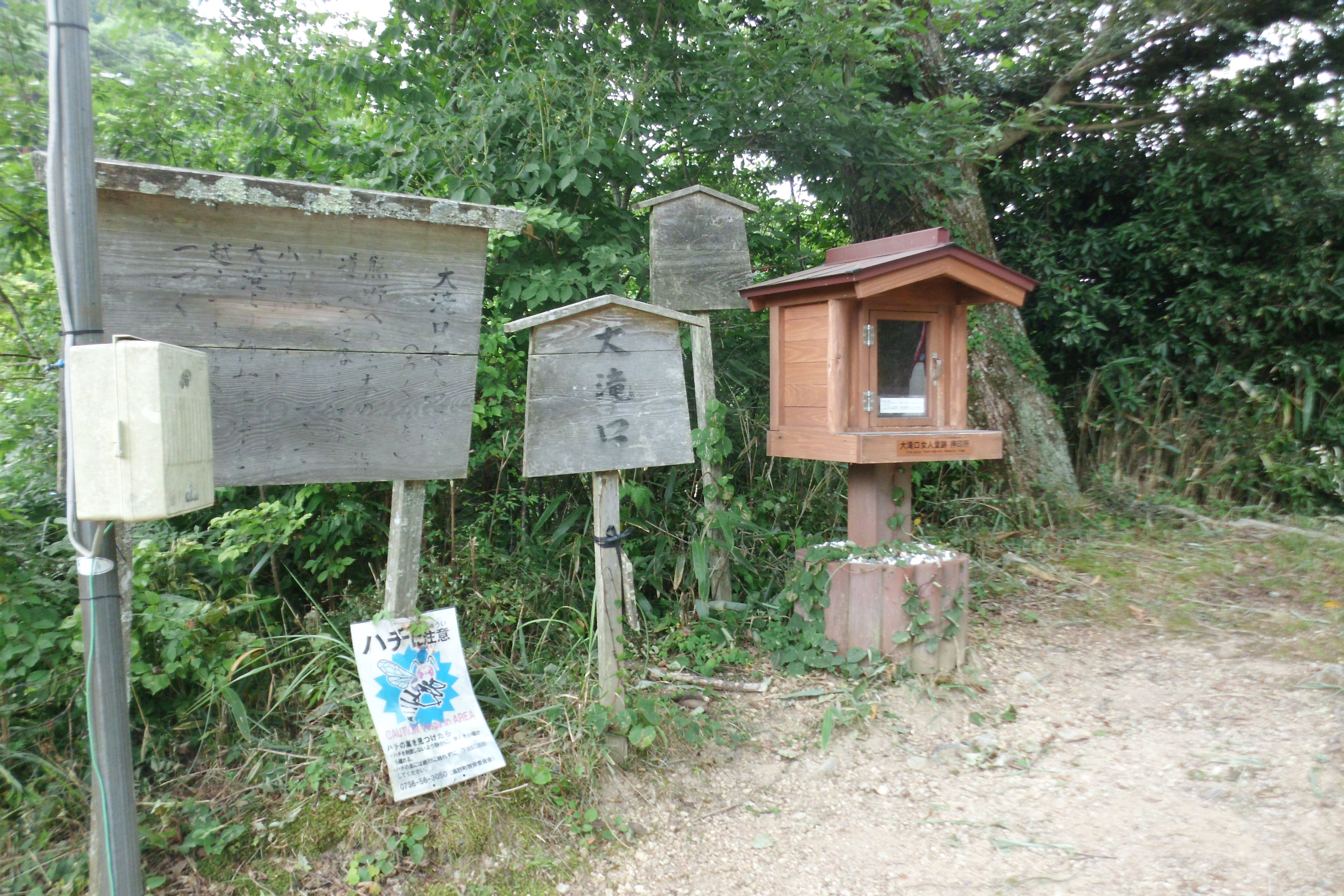
女人道

#### 女人道・高野三山を歩く
女人道巡り
- 不動坂口女人堂から、北側の弁天岳、大門口女人堂跡、大門、相ノ浦口女人堂跡、円通律寺門前、大峰口女人堂跡、中の橋まで歩いた場合：歩行距離約7km、歩行時間約4時間[106]。

高野三山巡り
- 奥の院前バス停より、摩尼山、黒川峠、楊柳山、粉撞峠、転軸山、弘法大師御廟、一の橋へ歩いた場合、歩行距離約11km、歩行時間約3時間30分[107]。

#### 史跡（女人道）
国の史跡「高野参詣道」の一部として「女人道」が指定されている。

#### 世界遺産（女人道）
ユネスコの世界遺産「紀伊山地の霊場と参詣道」を構成する「高野参詣道」の構成資産の一部として、「女人道」が登録されている。

### 槇尾道
槇尾道（まきおみち）は、空海が得度した大阪府和泉市の槇尾山山腹にある槇尾寺(現、施福寺)を起点とし、大阪・和歌山の県境にある蔵王峠を越え、紀の川を渡り、九度山町の慈尊院、槇尾山明神社、梨木峠、椎出を通り、宿場町として賑わった高野町神谷で、京大坂道に合流する参詣道である。西国三十三所観音巡礼で、第三番札所の和歌山・粉河寺を参詣した後、高野山へ立ち寄る参詣者も多く、その場合、高野山への登りは麻生津道（西国街道）を通り、下山路に槇尾道を通ることが多かった。その場合の下山路は、不動坂口から京大坂道不動坂を通り、京大坂道の宿場町・神谷で分岐する槇尾道へ進む。麓へ下ると慈尊院の渡し場から紀の川を渡り、蔵王峠を越え西国三十三所第4番札所の和泉市・施福寺へ至る。

### 新高野街道と鉄道
※高野参詣道は、古道を扱う記事であり、この項は古道ではないが、高野参詣道が使われなくなった一因で関連が深いため、ここで記述。
新高野街道（しんこうやかいどう）は、1901年（明治34年）に和歌山県橋本市に、紀和鉄道（現、JR和歌山線の一部）の名倉駅（1903年に高野口駅に改称）が開業し、名倉駅から九度山、椎出、長坂を通り、宿場町・神谷で京大坂道に合流する道である。鉄道が利用でき高野参詣に便利なため多くの参詣者で賑わった。また、1915年（大正4年）の高野山開創1100年に向け車道も整備され、徒歩だけでなく乗合自動車や人力車でも賑わった。1918年（大正7年）から椎出から不動坂口の女人堂間に200mおきに「丁石」が建てられ、1924年（大正13年）に椎出、神谷、女人堂に当時の皇太子（後の昭和天皇）の御成婚記念道程標が建てられた。ただし、現在その多くが倒れたり埋もれ、所在不明になっている。1925年（大正14年）に南海鉄道（現、南海電気鉄道高野線）の高野下駅が高野山に最も近いターミナル駅として開業し、高野山へ近く楽な参詣道とし利用された。その後、1929年（昭和4年）に、高野山電気鉄道（現、南海電気鉄道高野線）が極楽橋駅まで延伸され、1930年（昭和5年）に極楽橋駅 - 高野山駅間に、鋼索線が開通した。1932年（昭和7年）に、南海鉄道（現、南海電気鉄道高野線）と高野山電気鉄道（現、南海電気鉄道高野線）が相互乗り入れをし、高野参詣の主体は鉄道や車となり、新高野街道も含め、徒歩による高野参詣道は使われなくなっていった。

## 高野七口および、その他参詣道概略図
次の図は、高野七口の7つの参詣道と、その他参詣道（三谷坂、麻生津道、女人道）の位置関係を示す概略図である。
高野山を囲むように存在する女人道（楕円黄線）に、高野七口の7つの参詣道が高野山に集まり、各参詣道と女人道が繋がっている。また高野七口の参詣道と女人道の交点付近に女人堂が置かれていた。現存する女人堂は、京大坂道と女人道の交点付近にある不動坂口の女人堂だけである。その他参詣道の、三谷坂と麻生津道（西国街道）が、町石道と繋がる。

## 史跡
国の史跡に「高野参詣道」として指定されている。
※1977年（昭和52年）7月14日に「高野山町石道」として国の史跡に指定された。2015年10月7日に、既指定の史跡「高野山町石道」に「黒河道」「京大坂道不動坂」「三谷坂」「女人道」を追加指定のうえ、指定名称が「高野山町石道」から「高野参詣道」に変更された。同時に、既指定の「高野山町石道」は「町石道」に名称変更された。
国の史跡「高野参詣道」として、以下の参詣道が指定されている。
- 町石道
- 黒河道
- 京大坂道不動坂（京大坂道のうち旧態をとどめている不動坂部分）
- 三谷坂（丹生酒殿神社を含む）
- 女人道

国の史跡「熊野参詣道」の一部として、以下の参詣道が指定されている。
- 小辺路

## 世界遺産
ユネスコの「紀伊山地の霊場と参詣道」を構成する資産として「高野参詣道」が登録されている。
※2004年7月に「高野山町石道」が、ユネスコの世界遺産「紀伊山地の霊場と参詣道」の構成資産の一部として登録されたが、2016年10月24日に、「黒河道」「京大坂道不動坂」「三谷坂」「女人道」が追加登録された際、登録名称が「高野山町石道」から「高野参詣道」に変更となり、構成資産の「高野山町石道」は「町石道」に名称変更された。
世界遺産「紀伊山地の霊場と参詣道」を構成する「高野山参詣道」の構成資産として、以下の参詣道が登録されている。
- 町石道 ：2004年（平成16年）に登録される。
- 黒河道：2016年（平成28年）に追加登録される。
- 京大坂道不動坂：2016年（平成28年）に追加登録される。
- 三谷坂（※丹生酒殿神社含む）：2016年（平成28年）に追加登録される。
- 女人道：2016年（平成28年）に追加登録される。

ユネスコの「紀伊山地の霊場と参詣道」を構成する「熊野参詣道」の構成資産の一部として、以下の参詣道が登録されている。
- 小辺路：2004年（平成16年）に登録される。